# Tactusa ostium
Tactusa ostium là một loài bướm đêm thuộc họ Erebidae. Nó được tìm thấy ở Thái Lan.
Sải cánh dài khoảng 11 mm.